# Guido de Chipre
Guido de Chipre, también llamado Guido de Lusignan (1278-1303), fue un noble chipriota. Ocupó el cargo de condestable del Reino de Chipre desde 1291 hasta 1303. 
Era el quinto varón, y octavo hijo, de Hugo III de Chipre e Isabel de Ibelín, hija de Guido de Ibelín, bailío de Chipre, y Felipa Barlais. Tuvo muchos hermanos, incluyendo a Juan (rey de Chipre y Jerusalén entre 1284 y 1285), Enrique, también rey de Jerusalén y Chipre entre 1285 y 1324, Emerico, Amalarico, y su hermana María, esposa de Jaime II de Aragón.
En 1291, su hermano Enrique lo nombró condestable del Reino de Chipre. Con el tiempo, el poder de Enrique comenzó a debilitarse, intensificándose todavía más con la epilepsia que padecía el gobernante. Deseando usar este pretexto, Guido comenzó a planear un golpe de Estado. Sin embargo, su conspiración había sido detectada y fue sentenciado a muerte.
Después de su ejecución, el cargo de condestable fue ocupado por su hermano Emerico, y luego por su otro hermano Amalarico, príncipe de Tiro. Ambos derrocaron al rey: Amalarico lo encarceló y tomó el poder desde 1306 hasta 1310, y después de su muerte Emerico también se proclamó gobernante de Chipre. Enrique volvió al trono en 1310 y reinó hasta su muerte en 1324.

### Matrimonio e hijos
En 1291, Guido se casó con Eschiva, señora de Beirut y viuda de Hunfredo de Montfort (fallecido en 1284). La pareja tuvo dos hijos:
- Hugo (1293/1296-1359), que se convirtió en el rey de Chipre con el nombre de Hugo IV de Chipre.
- Isabel (fallecida después de 1340), esposa Odón de Dampierre, condestable titular de Jerusalén, hijo Gutierre de Dampierre y Eschiva de Ibelín.